# Caspi
I Caspi (o Popolo dei Caspi, greco: Κάσπιοι Kaspioi, aramaico: kspy, armeno antico: կասպք kaspkʿ, persiano: کاسپین ) è un etnonimo menzionato due volte da Erodoto che si riferisce alle antiche popolazioni che dimoravano lungo le coste a sud e sud-ovest del Mar Caspio.
I Caspi sono stati generalmente considerati come un popolo pre-indoeuropeo.